# Isacco Samuele Reggio
Isacco Samuele Reggio (ebraico: יצחק שמואל רג'יו, acronimo YaSHaR יש"ר; Gorizia, 15 agosto 1784 – Gorizia, 29 agosto 1855) è stato un ebraista italiano, filosofo, storico ed esegeta biblico, traduttore e pedagogo, uno dei fondatori del movimento Scienza del Giudaismo, diffusore delle idee dell'Haskalah in Italia e rabbino di Gorizia.